# Endasys
Endasys is een geslacht van vliesvleugelige insecten uit de familie van de gewone sluipwespen (Ichneumonidae).  De wetenschappelijke naam van het geslacht werd voor het eerst geldig gepubliceerd door Arnold Förster (postuum) in 1869.
Dit geslacht komt voor in het Holarctisch gebied en het noorden van het Neotropisch gebied (enkel Mexico). Er zijn meer dan 120 soorten beschreven, de meeste daarvan uit het Nearctisch gebied. Deze sluipwespen parasiteren vooral larven van zaagwespen: bladwespen (Tenthredinidae), kortsprietbladwespen (Argidae) of pluimsprietbladwespen (Diprionidae).

## Soorten
- E. albior Luhman, 1990
- E. albitexanus Luhman, 1990
- E. alutaceus (Habermehl, 1912)
- E. amoenus (Habermehl, 1912)
- E. analis (Thomson, 1883)
- E. anglianus Sawoniewicz & Luhman, 1992
- E. angularis Luhman, 1990
- E. annulatus (Habermehl, 1912)
- E. areolellae Sawoniewicz & Luhman, 1992
- E. arizonae Luhman, 1990
- E. arkansensis Luhman, 1990
- E. aurantifex Luhman, 1990
- E. aurarius Luhman, 1990
- E. aureolus Luhman, 1990
- E. auriculiferus (Viereck, 1917)
- E. aurigena Luhman, 1990
- E. auriger Luhman, 1990
- E. bicolor (Lundbeck, 1897)
- E. bicolorescens Luhman, 1990
- E. brachyceratus Luhman, 1990
- E. brevicornis Luhman, 1990
- E. brevis (Gravenhorst, 1829)
- E. brunnulus Sawoniewicz & Luhman, 1992
- E. callidius Luhman, 1990
- E. callistus Luhman, 1990
- E. cnemargus (Gravenhorst, 1829)
- E. concavus Luhman, 1990
- E. coriaceus Luhman, 1990
- E. chiricahuanus Luhman, 1990
- E. chrysoleptus Luhman, 1990
- E. daschi Luhman, 1990
- E. declivis Luhman, 1990
- E. durangensis Luhman, 1990
- E. elegantulus Luhman, 1990
- E. erythrogaster (Gravenhorst, 1829)
- E. eurycerus (Thomson, 1896)
- E. euryops Luhman, 1990
- E. euxestus (Speiser, 1908)
- E. femoralis (Habermehl, 1912)
- E. flavissimus Luhman, 1990
- E. flavivittatus Luhman, 1990
- E. gibbosus Gonzalez-Moreno & Bordera, 2010
- E. gracilis Luhman, 1990
- E. granulifacies Luhman, 1990
- E. hesperus Luhman, 1990
- E. hexamerus Luhman, 1990
- E. hungarianus Sawoniewicz & Luhman, 1992
- E. inflatus (Provancher, 1875)
- E. julianus Luhman, 1990
- E. kinoshitai Uchida, 1955
- E. latissimus Luhman, 1990
- E. leioleptus Luhman, 1990
- E. leopardus Luhman, 1990
- E. leptotexanus Luhman, 1990
- E. leucocnemis Luhman, 1990
- E. liaoningensis Wang, Sun, Ma & Sheng, 1996
- E. lissorulus Sawoniewicz & Luhman, 1992
- E. lygaeonematus (Uchida, 1931)
- E. maculatus (Provancher, 1875)
- E. magnocellus Sawoniewicz & Luhman, 1992
- E. megamelanus Sawoniewicz & Luhman, 1992
- E. melanistus Sawoniewicz & Luhman, 1992
- E. melanogaster Luhman, 1990
- E. melanopodis Sawoniewicz & Luhman, 1992
- E. melanurus (Roman, 1909)
- E. microcellus Sawoniewicz & Luhman, 1992
- E. michiganensis Luhman, 1990
- E. minutulus (Thomson, 1883)
- E. monticola (Dalla Torre, 1902)
- E. morulus (Kokujev, 1909)
- E. mucronatus (Provancher, 1879)
- E. nemati Luhman, 1990
- E. nigrans Luhman, 1990
- E. nitidus (Habermehl, 1912)
- E. obscurus Luhman, 1990
- E. occipitis Luhman, 1990
- E. oregonianus Luhman, 1990
- E. paludicola (Brues, 1908)
- E. parviventris (Gravenhorst, 1829)
- E. patulus (Viereck, 1911)
- E. pentacrocus Luhman, 1990
- E. petiolus Sawoniewicz & Luhman, 1992
- E. pieninus Sawoniewicz & Luhman, 1992
- E. pinidiprionis Luhman, 1990
- E. plagiator (Gravenhorst, 1829)
- E. praegracilis Sawoniewicz & Luhman, 1992
- E. praerotundiceps Luhman, 1990
- E. proteuryopsis Sawoniewicz & Luhman, 1992
- E. pseudocallistus Luhman, 1990
- E. pubescens (Provancher, 1874)
- E. punctatior Luhman, 1990
- E. rhyssotexanus Luhman, 1990
- E. rotundiceps (Provancher, 1877)
- E. rubescens Luhman, 1990
- E. rugiceps Luhman, 1990
- E. rugifacies Sawoniewicz & Luhman, 1992
- E. rugitexanus Luhman, 1990
- E. rugosus Luhman, 1990
- E. rusticus (Habermehl, 1912)
- E. santacruzensis Luhman, 1990
- E. senilis (Gmelin, 1790)
- E. serratus Luhman, 1990
- E. sheni Sheng, 2000
- E. spicus Luhman, 1990
- E. spinissimus Luhman, 1990
- E. stictogastris Sawoniewicz & Luhman, 1992
- E. striatus (Kiss, 1924)
- E. subclavatus (Say, 1835)
- E. sugiharai (Uchida, 1936)
- E. taiganus Luhman, 1990
- E. talitzkii (Telenga, 1961)
- E. testaceipes (Brischke, 1891)
- E. testaceus (Taschenberg, 1865)
- E. tetratylus Luhman, 1990
- E. texanus (Cresson, 1872)
- E. thunbergi Sawoniewicz & Luhman, 1992
- E. transverseareolatus (Strobl, 1901)
- E. triannulatus Sawoniewicz & Luhman, 1992
- E. tricoloratus Luhman, 1990
- E. tyloidiphorus Luhman, 1990
- E. varipes (Gravenhorst, 1829)
- E. xanthopyrrhus Luhman, 1990
- E. xanthostomus Luhman, 1990